# Farbfilter

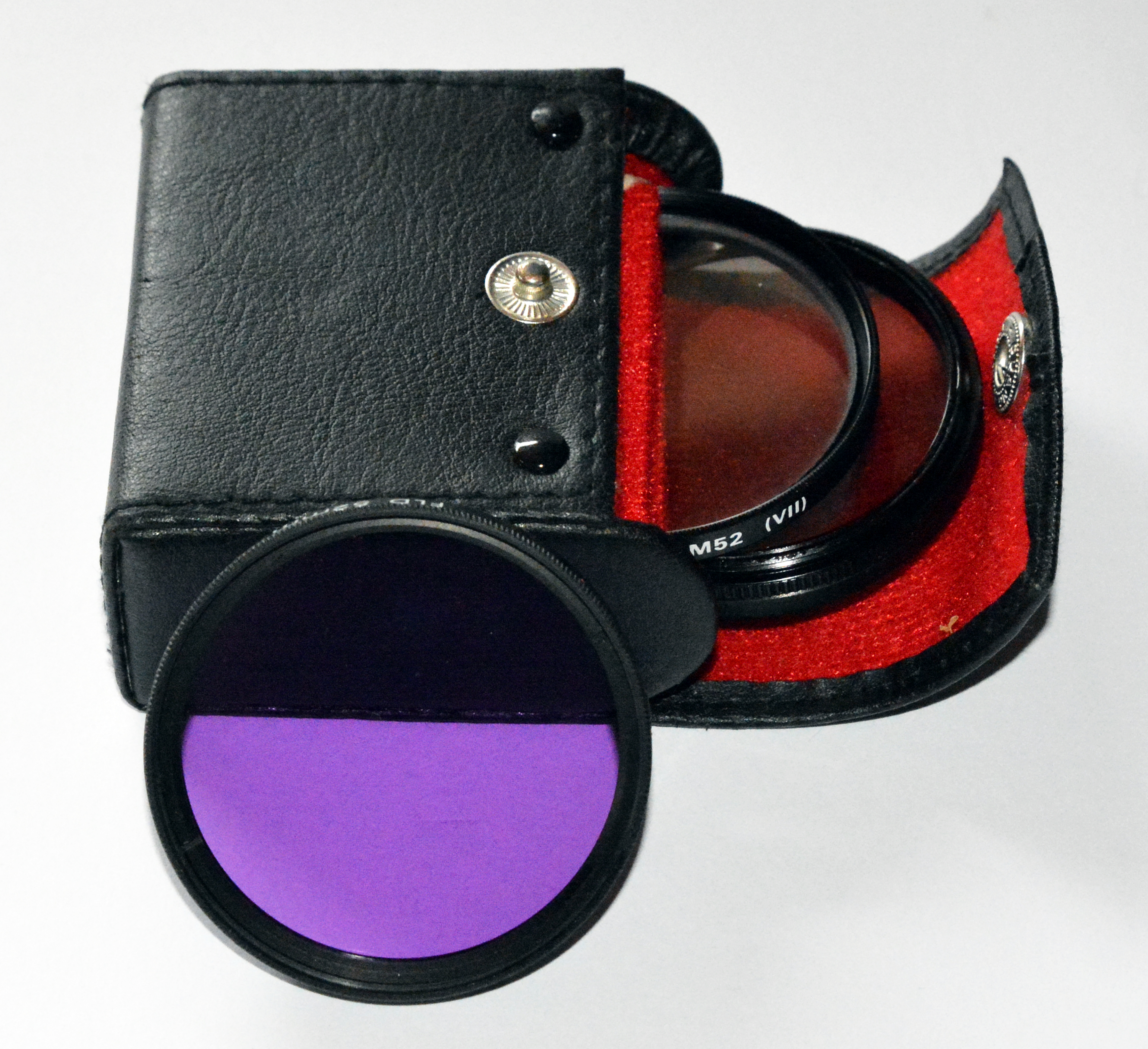
Farbfilter mit Aufbewahrungstasche

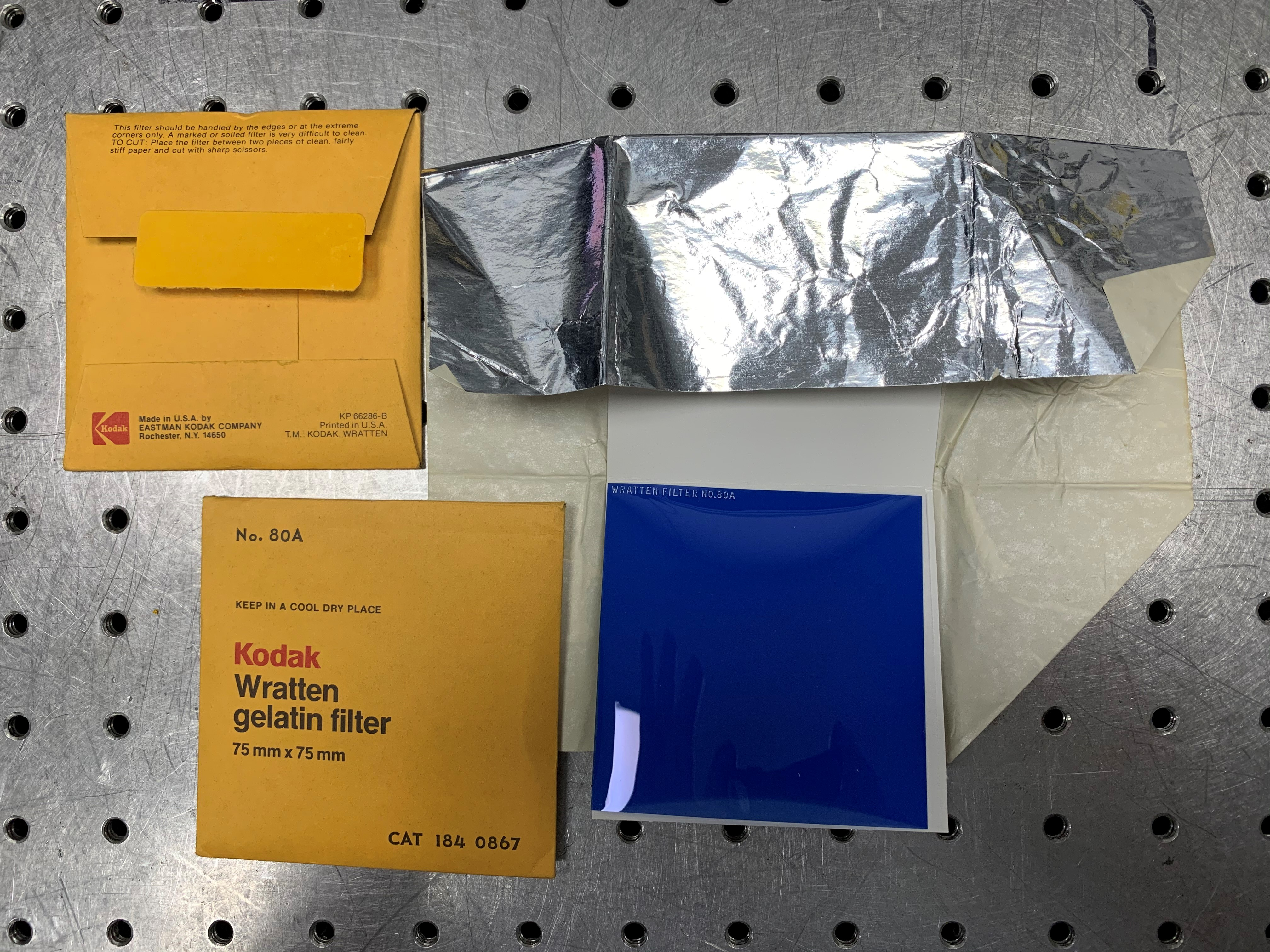
Kodak Wratten Farbfilter 80A

Als Farbfilter werden etwa Vorsatzfilter für Kameras bezeichnet, die nur eine bestimmte Farbe (Strahlung bestimmter Wellenlänge) passieren lassen oder die eine bestimmte Farbe herausfiltern (viel seltener). Sie werden meistens aus eingefärbtem Glas, Kunststoff oder Gelatinefolien hergestellt.
Bei der Beleuchtung finden auch Filterfolien aus Kunststoff oder entsprechende Reflektoren Verwendung.
Der Begriff wird auch für Software zur Bildbearbeitung verwendet, die das Farbspektrum verändern und so den Kontrast erhöhen oder Farbfehler beseitigen können oder das Bild künstlerisch verfremden.
In der modernen Astrofotografie werden für Farbaufnahmen drei Filter in Rot, Grün und Blau verwendet und die Einzelbilder zum farbigen Bild zusammengesetzt.

## Farbfotografie
In der Farbfotografie hat insbesondere die Korrektur unerwünschter Farbwiedergabe eine große Bedeutung.

### Korrekturfilter
Korrekturfilter sind optische Filter (Gläser, Kunststoffscheiben, Folien), die in den Strahlengang des Linsensystems eines optischen Gerätes eingebaut werden, um unerwünschte Abbildungen zu vermeiden (korrigieren). Soweit sie zur Anpassung der Farbtemperatur der Beleuchtung an das Filmmaterial dienen, spricht man von Konversionsfilter.
Derartige Filter sind insbesondere bei der Fotografie auf Farbfilmen von Bedeutung. Bei der Dia-Fotografie werden die endgültigen Farben bereits zum Zeitpunkt der Aufnahmen festgelegt. Bei der Ausarbeitung zum Papierbild ist zwar eine Farbkorrektur in weiten Grenzen möglich, die Filterung direkt bei der Aufnahme führt jedoch meist zu einer ausgewogeneren Wiedergabe.
In der Fotografie werden Glasfilter vor das Objektiv geschraubt oder aufgesteckt, bzw. Kunststoffscheiben oder Folien (Gelatine oder auch Kunststoff) in einen Halter gelegt, in folgenden Farben:
subtraktive Filter:
- C: Cyan / Blaugrün;
- M: Magenta / Purpur (Blaurot);
- Y: Yellow / Gelb.

additive Filter:
- R: Rot;
- G: Grün;
- B: Blau.

Bei digitalen Fotoapparaten (und Videokameras) kann ein elektronischer Farbabgleich durch eine entsprechende Berechnung der Bilddaten vorgenommen werden, den sog. Weißabgleich. Ebenso besteht die Möglichkeit der Farbveränderung durch Nachberechnung am bereits gespeicherten Bild. Dabei sind in einem Rohdaten-Format gespeicherten Aufnahmen flexibler als komprimierte jpeg-Dateien. Grundsätzlich ist jedoch zu erwarten, dass insbesondere extreme Umrechnungen, etwa um außergewöhnliche Farbstiche zu vermeiden, auch zu gewissen Qualitätsverlusten (z. B. durch das Rauschen des Sensors oder Komprimierungseffekte bedingt) führen.

### Konversionsfilter
Konversionsfilter dienen der Anpassung der Farbwiedergabe des Films an das umgebende Licht. So lässt sich Tageslichtfarbfilm an verschiedene Kunstlichtarten anpassen, Kunstlichtfilmmaterial an Tageslicht. Es lässt sich auch die Umsetzung der Farbskala auf Schwarz-Weiß-Filme in die jedem Filmtyp eigene Grautonpalette gezielt beeinflussen.
Zu den Konversionsfiltern zählt auch der zart rötlich eingefärbte Skylightfilter, der häufig zur Vermeidung eines Blaustichs bei Aufnahmen mit hochstehender Sonne, insbesondere bei hohem Anteil blauen Himmels oder im Schnee eingesetzt wird.
Konversionsfilter gibt es grundsätzlich in zwei Ausprägungen: bläulich gefärbte Typen erhöhen die Farbtemperatur, um beispielsweise mit Tageslichtfilm bei künstlicher Beleuchtung (Glühlampen, Halogenstrahler) zu fotografieren. Umgekehrt dienen rötlich gefärbte Filter dazu, Licht mit zu hoher Farbtemperatur auszugleichen, beispielsweise um Kunstlichtfilm mit Blitzgeräten zu verwenden, aber auch um Motive, die im Schatten liegen, bei Tageslicht korrekt wiederzugeben. Hinzu kommen spezielle Konversionsfilter, die auf die Verwendung von Leuchten mit diskontinuierlichem Spektrum (Leuchtstofflampen) abgestimmt sind.
Für die Bezeichnung der Konversionsfilter haben sich zwei völlig unterschiedliche und inkompatible Systeme etabliert. Weit verbreitet ist die Kennzeichnung nach dem Kodak-Wratten-System, bei dem den einzelnen Typen willkürliche Nummernkombinationen zugeordnet sind. Das zweite System verwendet Zahlenwerte, die die Verschiebung der Farbtemperatur in Dekamired-Stufen angibt, bei blauen Filtern mit einem B, bei roten mit einem R ergänzt.
| Blaue Filter | Wratten | Mired | Belichtungskorrektur |
| ------------ | ------- | ----- | -------------------- |
| B20          |         | −200  | 3                    |
| B15          |         | −150  | 2                    |
|              | 80A     | −131  | 2                    |
| B12          | 80B     | −112  | 1 2/3                |
| B9           | 80C     | −81   | 1                    |
| B6           | 80D     | −56   | 2/3                  |
|              | 82C     | −45   | 2/3                  |
| B3           | 82B     | −32   | 1/2                  |
|              | 82A     | −21   | 1/3                  |
| B1,5         |         | −15   | 1/3                  |
| B1           | 82      | −10   | 1/3                  |

| Rote Filter | Wratten  | Mired | Belichtungskorrektur |
| ----------- | -------- | ----- | -------------------- |
|             | Skylight | 5     | 0                    |
| R1          | 81       | 9     | 1/3                  |
| R1,5        | 81A      | 18    | 1/3                  |
| R3          | 81B      | 27    | 1/3                  |
|             | 81C      | 35    | 1/3                  |
|             | 81D      | 42    | 2/3                  |
| R6          | 81EF     | 52    | 2/3                  |
| R9          | 85C      | 81    | 2/3                  |
| R12         | 85       | 112   | 2/3                  |
|             | 85B      | 131   | 2/3                  |
| R15         |          | 150   | 1                    |

### Ermittlung der Korrekturfilterung
Mit einem einfachen Farbtemperaturmessgerät lässt sich die nötige Stärke und der Typ des Konversionsfilters bestimmen: Zum Beispiel wird man bei Kunstlicht von 3200 Kelvin mit einem Tageslichtfilm ein Konversionsfilter KB15 (bzw. B15, s. o.) benötigen.
Schwieriger ist es bei Licht, das kein kontinuierliches Spektrum wie Tages- oder Glühlampenlicht aufweist, z. B. Leuchtstoffröhren, Dampfdruck- bzw. Gasentladungslampen, o. ä.: Hier benötigt man ein Dreifarbenfarbtemperaturmessgerät, das Rot, Grün und Blau misst. Es zeigt dann, in Abhängigkeit vom Filmtyp Tageslichtfilm oder Kunstlichtfilm, die benötigte Korrekturfilterung an. Diese besteht aus einem KB (Blau) oder KR (Rotorange) Konversionsfilter und einem M (Magenta) oder G (Grün) Korrekturfilter.
Alternativ kann man auf Tabellen des Filmherstellers zurückgreifen, die sich in den Datenblättern zu den professionellen Filmen finden, wo abzulesen ist, welche Filterkombination (meistens aus zwei (oder drei) der additiven Farben R (Rot), G (Grün), B (Blau) und/oder den subtraktiven Y (Yellow/Gelb), M (Magenta), C (Cyan)) zu bestimmten Leuchtentypen anzuwenden ist.
Allerdings kann man sich auf die Messung selbst solch eines teuren Gerätes nicht völlig verlassen, ebenso wenig, wie auf die genannten Tabellen. Um zu einer wirklich guten Farbwiedergabe zu kommen, muss man Versuchsreihen mit verschiedenen Filterungen bei gegebener Beleuchtung durchführen.

## Schwarzweißfotografie

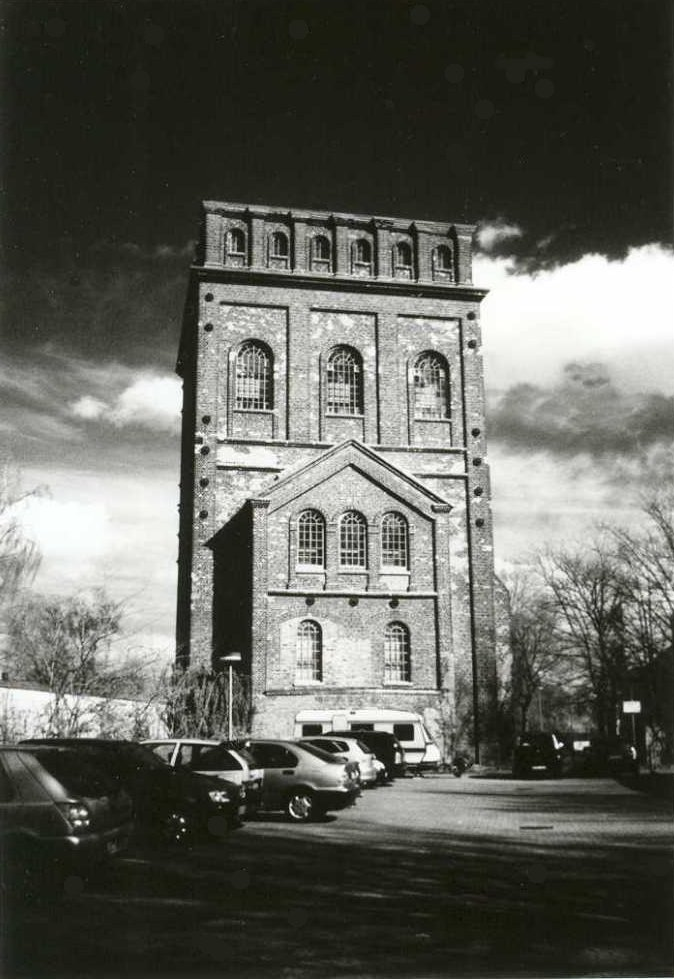
Beispiel: Schwarzweißfotografie mit rotem Filter vor dem Objektiv

Während die verschiedenen Farbfilter bei Farbfilm die farbrichtige Wiedergabe herstellen sollen, wirkt sich das bei Schwarz-Weiß-Material ganz anders aus. Hier führt der Einsatz der Konversionsfilter zu einer Verschiebung bei der Grautonumsetzung. Die Farbe des Filters wird verstärkt, das heißt, sie wird heller dargestellt, während ihre Komplementärfarbe unterdrückt, das heißt, dunkler dargestellt wird. Mit diesem Effekt lässt sich die Bildgestaltung mit Schwarz-Weiß-Filmmaterial sehr interessant verändern.
Diese Beschreibung bezieht sich auf die „klassische Fotografie“ mit chemisch sensibilisierten Filmmaterialien, die entsprechend auf den Filtereinsatz reagieren.
Die Effekte der Filter für die Schwarz-Weiß-Fotografie können daher wie folgt zusammengefasst werden:
- Gelb: Dunkelt einen blauen Himmel ab und verstärkt den Kontrast der Wolken, ebenso wird atmosphärischer Dunst leicht abgeschwächt.
- Gelb-grün: Günstig bei Porträts im Freien, unterdrückt leichte Hautunreinheiten.
- Grün: Differenziert die in der Natur vorhandenen Grüntöne, rote Töne (Lippen beim menschlichen Porträt) werden abgedunkelt, allerdings auch Hautunreinheiten.
- Orange: In der Wirkung zwischen Gelb- und Rotfilter.
- Rot: Eine Landschaft im Sonnenschein wirkt durch die starke Sperrwirkung des roten Filters wie vom Vollmond beleuchtet, blauer Himmel wird fast schwarz. Eventuell vorhandener Dunst wird stark unterdrückt, Hauttöne wirken wächsern, rote Lippen nahezu weiß.

Die Verwendung blauer Filter hat in der Schwarzweißfotografie kaum eine Bedeutung, allerdings kann man durch die Verwendung eines blauen Konversionsfilters bei Beleuchtung mit Glühlampen oder Kerzenlicht unter Umständen eine natürlichere Wiedergabe von Hauttönen erreichen sowie Dunst und Nebel etwas verstärken.
Ein Sonderfall sind Infrarotfilter, die nahezu alles sichtbare Licht sperren und für das menschliche Auge schwarz oder tief dunkelrot wirken. Mit geeignetem Film oder infrarotempfindlichen Sensoren mancher Digitalkameras lassen sich mit der Infrarotfotografie (nicht zu verwechseln mit Wärmebildkameras) beeindruckende Effekte erzielen. Eine Belichtungsmessung durch das Objektiv ist mit diesen Filtern nicht möglich, aber auch bei Orange- und Rotfiltern kommt es bei TTL-Belichtungsmessungen oft zu erheblichen Abweichungen. Orange- und Rotfilter können mit orthochromatisch sensibilisiertem Schwarzweißfilm nicht eingesetzt werden.

## Bildbearbeitung
Bei der fotografischen Arbeit im Labor werden Filter zur Erzielung des gewünschten Farbeindruckes am Papierbild eingesetzt. Ebenso werden Farbfilter zur Kontraststeuerung bei Schwarzweißpapieren mit variabler Gradation verwendet. Auch beim Dunkelkammerlicht bzw. beim Einstelllicht für Schwarz-Weiß-Material werden Fotofilter bzw. deren Wirkung verwendet.

### Vergleich „klassische“ Fotografie und Digitalfotografie
Sowohl bei der Fotografie mit konventionellem Film als auch in der Digitalfotografie können Filter eingesetzt werden. In vielen Fällen erlaubt jedoch der digitale Weißabgleich oder die Einstellung der gewünschten Farbtemperatur den Verzicht auf die Filterung bei Digitalkameras.
Der kameraseitige Weißabgleich bei extrem vom Standard-Tageslicht abweichenden Lichtverhältnisse kann jedoch zu erhöhtem Rauschen oder falscher Farbfilterung führen. Insbesondere die Beleuchtung mit (weitgehend) monochromatischem Kunstlicht führt zu einer störenden Irritation der Kameraelektronik bzw. der eingebauten Logik, sodass der Einsatz von Filtern zur Erzielung rauscharmer Bilddaten sinnvoll wird.
Zudem lässt die Digitalfotografie eine Filterung in der digitalen Nachbearbeitung zu. Dies gilt insbesondere dann, wenn die rohen Digitaldaten des Sensors in hoher Qualität gespeichert wurden. Durch die Erstellung von Farb-Histogrammen und Erzeugung beliebiger Farbkanäle ist dabei eine gezieltere und teils einfachere Bearbeitung möglich, als es die analoge Bildverarbeitung zulässt.
Wird bei einer digitalen Kamera ein Farbfilter vor das Objektiv gesetzt, könnte der automatische Weißabgleich die Farbverschiebung erkennen und (teilweise) kompensieren. In diesem Falle sollte ohne Filter ein manueller Weißabgleich durchgeführt und mit Filter die Automatik deaktiviert werden.
| Die digitale Umsetzung in ein Schwarz-Weiß-Bild: | Die digitale Umsetzung in ein Schwarz-Weiß-Bild: | Die digitale Umsetzung in ein Schwarz-Weiß-Bild: | Die digitale Umsetzung in ein Schwarz-Weiß-Bild: |
| ------------------------------------------------ | ------------------------------------------------ | ------------------------------------------------ | ------------------------------------------------ |
|                                                  |                                                  |                                                  |                                                  |

## Einfluss auf die Belichtungsmessung
Filter haben durch ihren Komplementärfarbensperreffekt auch eine Lichtreduktion zur Folge, die in der Regel auf dem Filter angegeben ist. Dieser Lichtverlust muss beim fotografischen Einsatz mit berücksichtigt werden. Besonders schwierig wird dies bei Konversionsfiltern im Rottonbereich, da hier die Lichtreduktion nicht statisch ist, sondern je nach Motiv recht stark schwanken kann.
Dies gilt insbesondere für die Belichtungsmessung mit externen Geräten (Handbelichtungsmessung) oder auf Grund von Belichtungstabellen. Die Belichtungsmessung durch das Objektiv berücksichtigt grundsätzlich die verminderte Lichtmenge, die Messzelle in der Kamera kann aber durch die geänderte spektrale Zusammensetzung des Lichtes getäuscht werden. Typisch sind beispielsweise Unterbelichtungen bei TTL-Messung mit älteren Kameras in Verbindung mit Orange- oder strengen Rotfiltern.
Dies gilt auch für die Digitalfotografie. Werden die Histogramme der Belichtung nur als Summe der Kanäle Rot, Grün und Blau angezeigt, kann bereits bei einem Kanal deutliche Überbelichtung auftreten, ohne dies am Histogramm zu erkennen. Dies gilt auch für die Überbelichtungswarnung mancher Kameras bei der Kontrollwiedergabe des Bildes.

## Anwendung in der Beleuchtung
Bei der Beleuchtung werden Farbfilter zur Erzielung besonderer Effekte eingesetzt: In der Theaterbeleuchtung und bei fotografischen Aufnahmen. Hierbei kommen häufig Folienfilter zum Einsatz.
Insbesondere im englischsprachigen Raum haben sich für die Bezeichnung der einzelnen Farben Abkürzungen etabliert, beispielsweise CTO für Correct To Orange (wörtlich in etwa „Farbtemperatur in Richtung Orange korrigieren“), CTB für Correct To Blue („Farbtemperatur in Richtung Blau korrigieren“) und so weiter. Gemeint sind hiermit orange (blaue, …) Filter, die das Licht entsprechend einfärben und so beispielsweise für ein als wärmer (orange – nicht zu verwechseln mit der tatsächlichen Farbtemperatur) oder kälter (blau) empfundenes Licht sorgen.
Bei der Reproduktion (Vergrößerungsgerät) werden sie zur nachträglichen Korrektur eingesetzt. Durch die Verwendung eines Farbmischkopfes erreicht man dabei eine stufenlose Veränderung der Lichtfarbe.
Zur Beurteilung des Bildausschnitts kann bei vielen Vergrößerungsgeräten ein Rotfilter vor das Objektiv geschwenkt werden. Damit wird das eingelegte Fotopapier nicht belichtet, das Bild kann aber trotzdem beurteilt werden.
Auch Dunkelkammerleuchten verwenden in der Regel Farbfilter, um eine Belichtung des Fotomaterials während der Bearbeitung zu vermeiden.

## Videotechnik und Digitalkameras

### Streifenfilter
Streifenfilter dienen zur Aufteilung des Farbspektrums vor einem Bildwandler. Sie bestehen aus vertikalen Streifen der Grundfarben Rot, Grün und Blau. Der Bildwandler wird zeilenweise, also quer zu den Streifen, abgetastet. Somit werden die einzelnen Farbintensitäten an jedem Ort des Bildes zeitlich nacheinander übertragen.
Streifenfilter werden auch bei der Bildwiedergabe in entsprechender Weise eingesetzt. Dort wird beim Durchgang eines weißen Lichtstrahls durch den Filter mit entsprechend gesteuerter Intensität ein Farbbild erzeugt.
Infolge der Streifenanordnung sind Moiré-Störungen unvermeidbar.

### Mosaikfilter
Mosaikfilter sind eine Weiterentwicklung der Streifenfilter. Durch die versetzte Anordnung der Farbflächen können die Moireeffekte stark gemildert werden. Sie werden in der Digitalfotografie verwendet, um auf einen Strahlteiler verzichten zu können. Dies ist erforderlich, wenn die Herstellungskosten gering gehalten werden sollen (Videokamera für den Konsumbereich) oder die Schnittweite des Objektivs keinen Platz für den Strahlteiler lässt (kompakte Bauweise, Weitwinkelobjektiv höherer Lichtstärke).
- Beschreibung siehe Bayer-Sensor.

## Weitere Einsatzmöglichkeiten
- Trichromie, Farbfotografie durch getrennte Schwarzweißaufnahmen dreier Farbkanäle
- 3D-Brillen, speziell für Anaglyph 3D

## Trivia
Farbfilter, die vor dem Objektiv einer Kamera oder einer Lichtquelle angebracht werden, können Glasfilter sein oder aus zwischen Glasplatten verkitteten Folien, aus Folien aus unterschiedlichem Material oder aus Küvetten mit planparallelen Seiten und Flüssigkeiten bestehen. Diese Küvettenfilter können sehr exakt eingestellt werden und eignen sich auch als Wärmeschutzfilter in Projektoren, sind aber schwierig und aufwändig herzustellen und zu handhaben.